# Pronocera sibirica
Pronocera sibirica é uma espécie de coleóptero da tribo Callidiini (Cerambycinae), com distribuição na China, Coreia do Norte, Mongólia e Rússia.

## Sistemática
- Ordem Coleoptera
  - Subordem Polyphaga
    - Infraordem Cucujiformia
      - Superfamília Chrysomeloidea
        - Família Cerambycidae
          - Subfamília Cerambycinae
            - Tribo Callidiini
              - Gênero Pronocera
                - P. sibirica (Gebler, 1848)